# Witali Wladimirowitsch Karamnow
Witali Wladimirowitsch Karamnow (russisch Виталий Владимирович Карамнов; * 6. Juli 1968 in Moskau, Russische SFSR) ist ein ehemaliger russischer Eishockeyspieler und heutiger -trainer, der während seiner Karriere unter anderem für die St. Louis Blues in der National Hockey League sowie die Berlin Capitals und Krefeld Pinguine in der Deutschen Eishockey Liga gespielt hat. Sein Sohn Witali Karamnow ist ebenfalls ein professioneller Eishockeyspieler.

## Karriere
Karamnow begann seine Karriere in den Nachwuchsmannschaften des HK Dynamo Moskau, für dessen erste Mannschaft er während der Saison 1986/87 in der höchsten sowjetischen Spielklasse, der Wysschaja Liga, debütierte. 1987 wechselte er zu Dinamo Charkiw in die zweite Liga, die Perwaja Liga. Am Ende der Saison 1987/88 schaffte er mit Dinamo Charkiw den Aufstieg in die Wysschaja Liga. Zwischen 1989 und 1991 spielte er für Torpedo Jaroslawl, bevor er zu seinem Heimatverein zurückkehrte. Mit diesem wurde er 1992 Meister der GUS.
Beim NHL Entry Draft 1992 wurde er in der dritten Runde an 62. Stelle durch die St. Louis Blues ausgewählt. Danach wechselte er zu den Blues in die National Hockey League, kam dort in den folgenden drei Jahren aber auch immer wieder im Farmteam, den Peoria Rivermen aus der International Hockey League, zum Einsatz.
1995 ging Karamnow für eine Saison nach Finnland zu JYP Jyväskylä. Von 1996 bis 1999 spielte Karamnow in Deutschland bei den Berlin Capitals und Krefeld Pinguinen. Die Saison 1999/2000 verbrachte er beim tschechischen Verein HC Slovnaft Vsetín. Zur Saison 2000/01 kehrte der linke Flügelstürmer nach Russland in die Superliga zurück, wo er bei Witjas Podolsk und Salawat Julajew Ufa unter Vertrag stand. Nach der Spielzeit 2003/04 beendete Karamnow seine Karriere beim damaligen Zweitligisten HK Spartak Moskau.
Seit 2011 arbeitet Karamnow als Trainer und betreute zunächst den HK WMF Sankt Petersburg aus der Wysschaja Hockey-Liga. In der Saison 2012/13 stand er beim HC Lev Prag als Assistenztrainer unter Vertrag.

### International
Karamnow wurde 1996 wurde für die Weltmeisterschaft in die russische Eishockeynationalmannschaft berufen und bestritt dabei acht Partien. Dabei bereitete er zwei Tore vor, belegte am Turnierende aber nur den vierten Rang mit der Mannschaft.

## Erfolge und Auszeichnungen
- 1992 GUS-Meister mit dem HK Dynamo Moskau